# 1664 en France
Chronologie de la France
- 1660
- 1661
- 1662
- 1663
- 1664
- 1665
- 1666
- 1667
- 1668

Cette page concerne l’année 1664 du calendrier grégorien.

## Événements
- 2 janvier :  Colbert est nommé surintendant des bâtiments[1].
- 6 janvier : Louis XIV remplace Créqui par Mgr de Bourlemont, auditeur de la rote, comme ministre plénipotentiaire pour négocier à Pise le différend avec le Saint-Siège[2].
- 7 janvier : la femme de Fouquet remet à Olivier d’Ormesson une requête demandant de récuser Séguier[3].
- 17 janvier : Bossuet prononce le panégyrique de saint Sulpice, à Saint-Sulpice devant la reine-mère[4].
- 19 janvier : Louis XIV est parrain du fils de Molière, Louis[5].
- 26 janvier-19 février : Chamillart, Foucault et d’Ormesson visitent Fouquet à la Bastille pour examiner les registres de l’Épargne, avant de découvrir que certaines et assez nombreuses pièces ont été falsifiées par l’accusation[3].
- 29 janvier : représentation du Mariage forcé, comédie-ballet de Molière et Lully pour la première fois au palais du Louvre devant le Roi qui y danse une entrée[6].

- 12 février : traité de Pise entre la France et le Saint-Siège. Selon les articles du traité, le duc de Parme peut racheter les duchés de Castro et de Ronciglione au pape, Louis XIV rendra Avignon et le Comtat, mais des excuses seront faites par un légat du pape et une pyramide commémorative sera édifiée à Rome[7]. Fin du conflit déclenché en août 1662.
- 13 février : le ballet des Amours déguisés est dansé par le roi au Palais-Royal[8]. Madame de Sévigné y danse déguisée en nymphe maritime avec mademoiselle d'Elbœuf, madame de Montespan et madame de Vibraye[9].

- 16 mars : mariage de Marie-Julie de Sainte-Maure avec Emmanuel, comte de Crussol, duc d’Uzès[10].

- 10 avril : l’archevêque nommé de Paris, Hardouin de Péréfixe, reçoit ses bulles. Le 12, il prête serment devant le roi. Le 15, il reçoit le pallium, le 19, il prend possession de son siège[11].
- 17 avril : la Compagnie du Saint Sacrement se réunit en secret et décide d’empêcher par tous les moyens la représentation de la pièce de Molière Tartuffe[12],[13].
- 28 avril : Carlo Roberti de’ Vittori est nommé nonce apostolique en France (fin le 26 avril 1667)[14].

- 5 mai : Chigi, qui a reçu du pape, en consistoire, la croix de légat pour présenter à Louis XIV les excuses du pape dans l’affaire Créqui, appareille de Civitavecchia pour Marseille où il arrive le 14 mai[15].

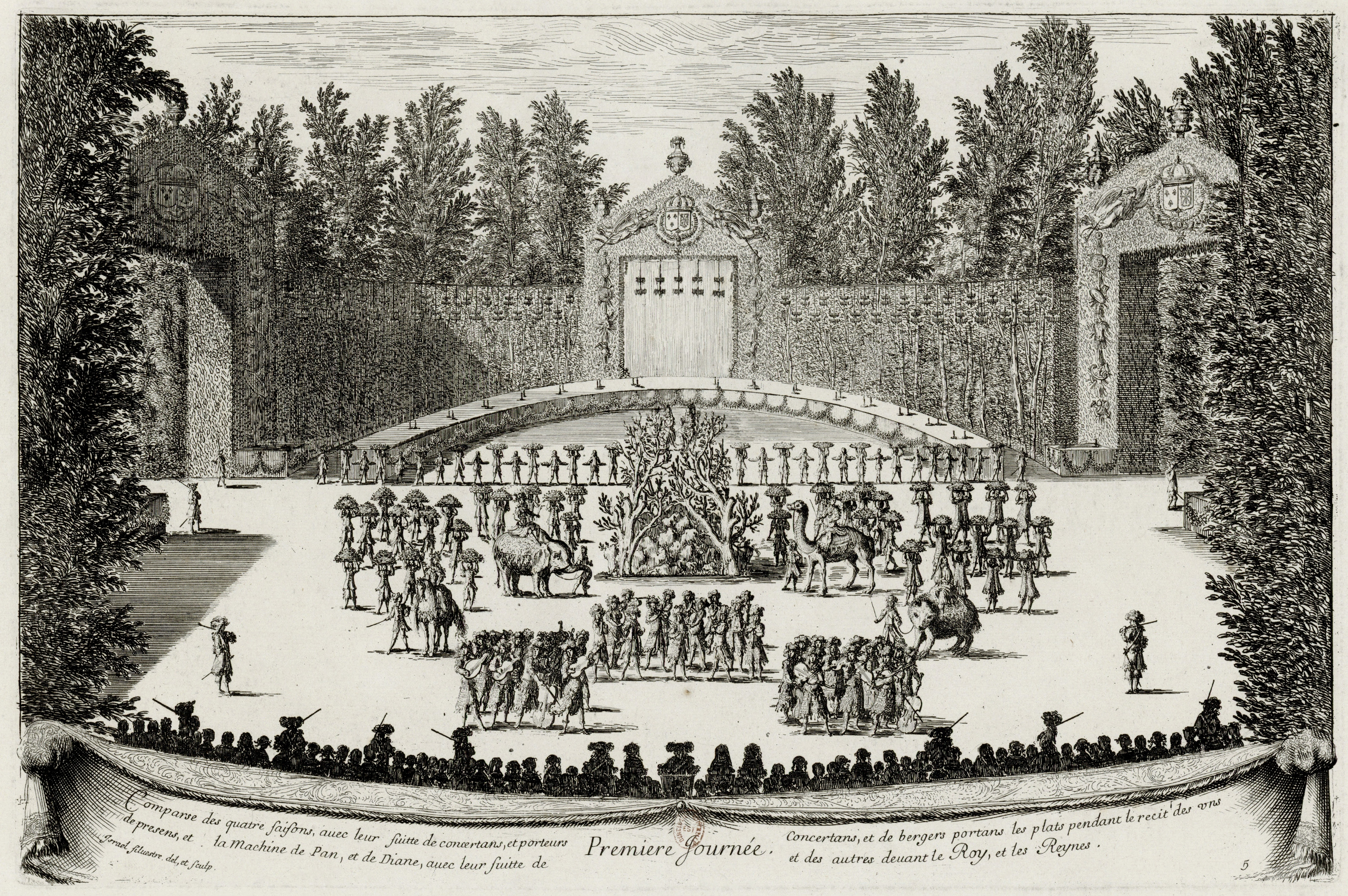
Les Plaisirs de l’Île enchantée, première journée. Gravure d’Israël Silvestre, 1664.

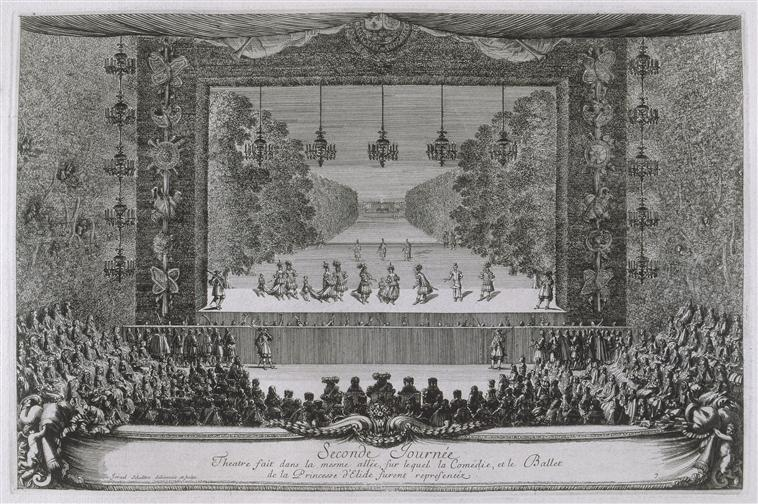
Théâtre éphémère installé dans les jardins de Versailles pour la représentation de la comédie et du ballet La Princesse d’Élide. Gravure d’Israël Silvestre, 1664.

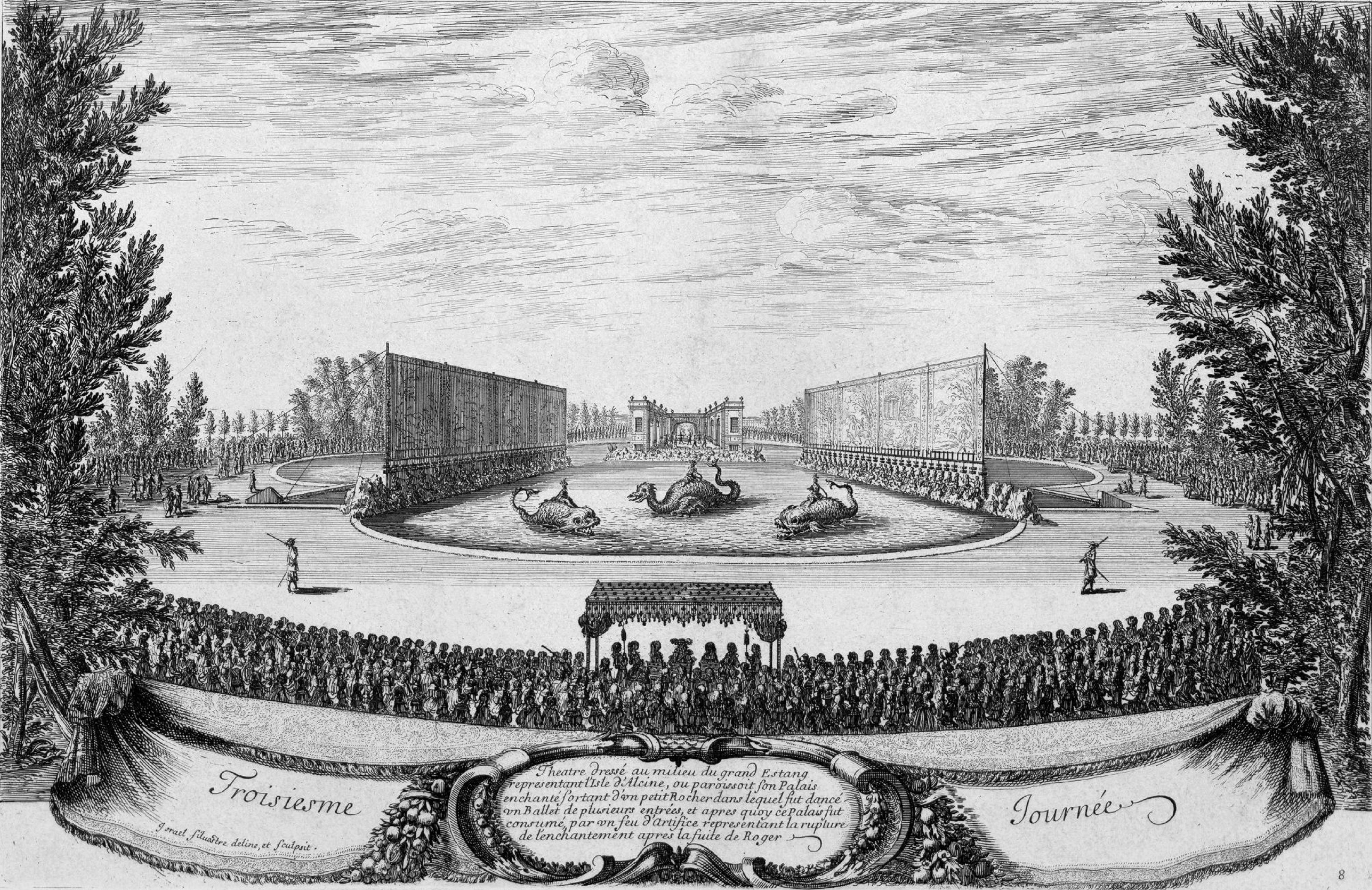
Les Plaisirs de l’Île enchantée, troisième journée. Gravure d’Israël Silvestre, 1664.

- 7 - 13 mai : à Versailles, fêtes des plaisirs de l’Île enchantée, série de divertissements réservés à la cour, fruit de la collaboration de Lully, Molière, Benserade, Vigarani. Le 8 mai, on y représente La Princesse d’Élide de Molière[16].
- 12 mai : représentation du premier Tartuffe ou l’Imposteur (en trois actes) de Molière[17].
- 24 mai et 11 juin : arrêts du conseil concernant le projet de remboursement forcé des rentes de l’Hôtel de Ville[18] sur la base d’un cours déprécié.
- 18 mai : émeute à Bourges contre la levée d’un droit sur le vin. La foule envahit l’Hôtel de ville puis la maison du commis du fermier-général des aides Paul Guichard[19].
- 28 mai : édit portant établissement de la Compagnie des Indes occidentales[20].

- 6 juin : Retz, autorisé à se rendre en France, vient présenter ses respects à Louis XIV qui séjourne à Fontainebleau. De là, il se rend à Paris qui il n’a pas vu depuis décembre 1652. Il y est visité par une foule d’amis et de curieux. Il va également à l’abbaye de Saint-Denis pour y faire son entrée comme abbé commendataire le 10 juin, puis réside un moment à Pierrefitte. Mais le roi l’oblige à regagner Commercy au bout de quelques jours[21].
- 9 juin : Jérôme Hatt, ayant obtenu son habilitation de maître-brasseur, fonde à Strasbourg, place du Corbeau, près de la cathédrale, la brasserie du Canon, qui deviendra la brasserie Kronenbourg. Cette date de fondation désigne l’un des produits de la marque : la 1664[22].
- 16 juin : pendaison à la Bastille de Dumont, un modeste coaccusé de Fouquet, receveur des tailles de Crépy. Il est condamné à mort et aussitôt pendu (à 6 heures du soir)[23].
- 22 juin : une déclaration royale inaugure une grande enquête sur les usurpations de noblesse[24]. Chaque famille doit fournir la preuve de son état noble antérieur à un siècle et en fournir les titres écrits. Cette mesure favorise la noblesse de robe au détriment de celle d’épée.
- 24 juin : Fouquet, toujours gardé par d’Artagnan et ses mousquetaires, quitte la Bastille pour Fontainebleau, le procès suit la cour. Procession de cinq carrosses avec Jeannin de Castille, Guénégaud, La Bazinière, Delorme. À midi étape au Plessis, les prisonniers dînent à des tables séparées. Le soir, les prisonniers sont dans la tour de Moret, à l’orée de la forêt[25].
- 25 juin : disgrâce du duc et de la duchesse de Navailles. À propos d’incidents entre Mme de Navailles et le roi. Elle paraît l’avoir empêché de voir mademoiselle de La Vallière. La reine mère et la reine en sont très fâchées[26].
- 26 juin : Rancé entre à la Trappe[27]. Il prend possession du monastère de la Trappe comme abbé régulier le 14 juillet[28].

- 1er juillet :
  - Le Brun devient Premier peintre du Roi[29].
  - accommodement par le roi de la reine mère et de Mme de Brancas la première avait reproché à Mme de Brancas (et à Mme de Navailles) d'avoir été à la promenade avec mademoiselle de La Vallière[30].
  - le corps expéditionnaire français dirigé contre la régence d'Alger embarque à Toulon sur la flotte du duc de Beaufort.
- 3 juillet : le légat Chigi arrive incognito à Fontainebleau où il est reçu par le roi[31].
- 16 juillet : naissance d’un fils de Madame, Philippe-Charles d’Orléans, duc de Valois, mort le 8 décembre 1666[32].
- 22 juillet : débarquement du duc de Beaufort à Djidjelli, en Algérie ; il se retire le 1er novembre[33]. Charles de La Rochefoucauld, chevalier de Malte, fils de notre auteur, est blessé lors du débarquement (Gazette du 28 août)[34].

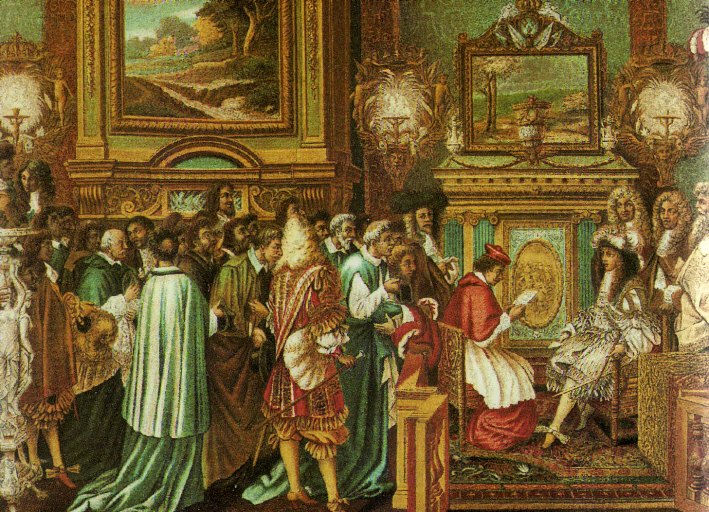
Louis XIV reçoit les ambassadeurs du pape

- 29 juillet : audience solennelle du légat, le cardinal Flavio Chigi, à Fontainebleau ; il présente les excuses publiques du pape pour l’affaire du 20 août 1662[15].

- 1er août : 6 000 Français, que commande le comte de Coligny, se distinguent aux côtés de la Ligue du Rhin au cours de la bataille livrée sur le Raab, près du monastère de Saint-Gotthard, brillante victoire chrétienne sur les Turcs[35].
- 3 août : première séance de l’éphémère Conseil royal du Commerce ; dans une circulaire du 23 août, inspirée par Colbert, le roi invite toutes les autorités et tous les particuliers à le seconder[36].
- 5 août :
  - l’intendant Pellot, nommé à la tête des généralités de Bordeaux et de Montauban, vient réprimer une révolte antifiscale contre la gabelle à Hagetmau, en Chalosse, menée par Bernard d’Audijos. Les gardes du convoi tombent dans des embuscades tendues par les rebelles le 29 septembre et le 18 octobre[37].
  - création de la Manufacture de tapisseries de Beauvais[38].
- 9 août : entrée solennelle et soigneusement réglée de Chigi à Paris[15]. Le 12 août, il repart pour Rome. Montausier l’accompagne jusqu’à Dijon.
- 10 août : le roi de retour à Paris, demande que Fouquet et la chambre de justice le rejoigne. À Charenton, le 14 août, d’Artagnan laisse Fouquet serrer sa femme et ses enfants dans ses bras[25].
- 15 août : Madame de Sévigné et sa fille partent pour Tancourt et Commercy, puis pour Bourbilly, en Bourgogne.  Elles sont de retour à Paris pour la Toussaint[39].
- 21 - 26 août : visites dramatiques, à Port-Royal, du nouvel archevêque de Paris, Mgr de Péréfixe. Douze religieuses sont transférées dans d’autres maisons. La communauté est privée de sacrements, placée sous la surveillance de six visitandines. L’obstination de la majorité des moniales constitue une grave défaite pour l’archevêque de Paris[40].
- 23 août : Carlo Roberti de’ Vittori, le nouveau nonce fait son entrée solennelle à Paris[41].
- 25 août : l’évêque d’Alet Nicolas Pavillon écrit une lettre dans laquelle il reproche au roi de combattre une hérésie imaginaire et de « mettre la main à l’encensoir » en décrétant des peines contre ceux qui refusent les décisions d’une assemblée dépourvue d’autorité doctrinale, autrement dit d’usurper ce qui est de la juridiction ecclésiastique[42].
- 27 août : édit portant établissement de la Compagnie des Indes orientales[43].
- 30 août : Pussort et Voysin, deux des juges de Fouquet, sont obligés de s’expliquer sur les falsifications des documents constatées par la cour. Le 1er septembre : d’Ormesson rend ses conclusions : les procès-verbaux de l’Épargne sont des faux[44].

- 9 septembre : Rancé part pour Rome pour une mission après du pape[45].
- 10 septembre : Bossuet est élu doyen du chapitre de Metz[46]. Fin septembre, il s’entretient avec les religieuses de Port-Royal à la Visitation du faubourg Saint-Jacques[47].
- 18 septembre : tarif douanier protecteur[48].

- 14 novembre : première comparution de Fouquet devant ses juges[49]. Il est conduit de la Bastille à l’Arsenal en chaise à porteur. Il est interrogé sur la sellette[50]. Les audiences s’enchainent jusqu’au 4 décembre. Lors de cette dernière séance d’interrogatoire, on aborde le crime de lèse-majesté, le plan de Saint-Mandé. Accusé de crime d’État, Fouquet définit le crime d’État et ce crime est celui commis par Séguier et son fils pendant la Fronde[51].
- 16 novembre : accouchement prématuré de la reine, de sa fille Marie-Anne de France qui ne meurt le 26 décembre[52]. Le 18 novembre, on administre le viatique à la reine[53]. Le 19, la mère de Fouquet lui applique un emplâtre qui fait merveille et la guérit sur le champ[54].

- 7 décembre : Louis Berryer, homme-lige de Colbert qui a falsifié de très nombreuses pièces du procès Fouquet, est atteint d’une folie passagère[55].
- 8 décembre : le duc de Mazarin va voir Louis XIV et lui dit que les malheurs qui accablent la famille (maladie de la reine, de sa fille, etc.) viennent de sa liaison avec mademoiselle de La Vallière. L’anecdote s’ébruite et Mazarin est tourné en ridicule[56].
- 9-12 décembre : D’Ormesson fait la récapitulation du procès Fouquet devant les juges. Le 13 décembre il prononce son réquisitoire. Il conclut au bannissement perpétuel et à la confiscation des biens. Le 15 et le 16, l’autre rapporteur du procès, Jacques Le Cornier de Sainte-Hélène demande la mort par décapitation. Le 17, Pussort, oncle de Colbert propose lui aussi la décapitation. Le 18, les conseillers Cuissotte de Gizaucourt, Ferriol, Noguès et Ayrault opinent à leur tour. Peu à peu, la tendance à une certaine indulgence se dessine. Séguier parle en dernier et demande la mort[55].
- 11 décembre : indult du pape Clément IX autorisant la France à nommer les évêques de Metz, Toul et Verdun[57].
- 12 décembre : le marquis de Vardes est embastillé pour avoir mal parlé de Madame ; libéré à la fin du mois, il est relégué dans son gouvernement d’Aigues-Mortes[58].
- 20 décembre : Fouquet est condamné au bannissement perpétuel par treize voix contre neuf. Le 22 décembre, la peine est signifiée à Fouquet et commuée par le roi en prison perpétuelle à Pignerol. Les membres de la famille de Fouquet sont exilés[59].